# The Upsetter
The Upsetter è il primo album del gruppo reggae giamaicano The Upsetters, prodotto da Lee "Scratch" Perry e pubblicato in Gran Bretagna dall'etichetta Trojan Records nel 1969 per presentare le prime produzioni di Perry.
È stato ristampato nel 1996, sia su CD che su LP, e nel 2003 (solo su CD). Nella ristampa del 2003 sono presenti 8 bonus tracks.

## Tracce

### Lato A
1. Tidal Wave (4:05)
2. Heat Proof (2:55)
3. To Love Somebody - Busty Brown (3:25)
4. Night Doctor (2:55)
5. Soulful I (2:47)
6. Big Noise (2:41)

### Lato B
1. Man From M.I.5 (2:47)
2. Dread Luck (2:54)
3. Kiddy-O - The Muskyteers (aka The Silvertones) (3:06)
4. Wolf Man (2:28)
5. Crying About You (3:10)
6. Thunderball (2:22)

## CD (del 2003)
Nella versione su CD del 2003 sono presenti anche le seguenti 8 bonus tracks:
1. Hell Have to Go - David Isaacs
2. Since Youre Gone - David Isaacs
3. Hard to Handle - Carl Dawkins
4. Endlessly - The Silvertones
5. Untitled Instrumental
6. Slow Motion Version 2
7. Big Noise (Takes 3-6)
8. Thunderball (Takes 3-5)